# Thunder Force IV
Thunder Force IV (サンダーフォースIV, Sandā Fōsu IV), também conhecido como Lightening Force: Quest for the Darkstar, é um jogo eletrônico de shoot 'em up desenvolvido e publicado pela Technosoft para o Mega Drive em 1992. É a quarta edição da série Thunder Force da Technosoft, e a terceira e última criada para o Mega Drive. Ele foi desenvolvido pela equipe da Technosoft que portou Devil's Crush para o Mega Drive, em vez da equipe que desenvolveu os jogos anteriores do Thunder Force. Como seus antecessores, é um shooter de rolagem horizontal, mas também possui extensa rolagem vertical com grandes campos de jogo.

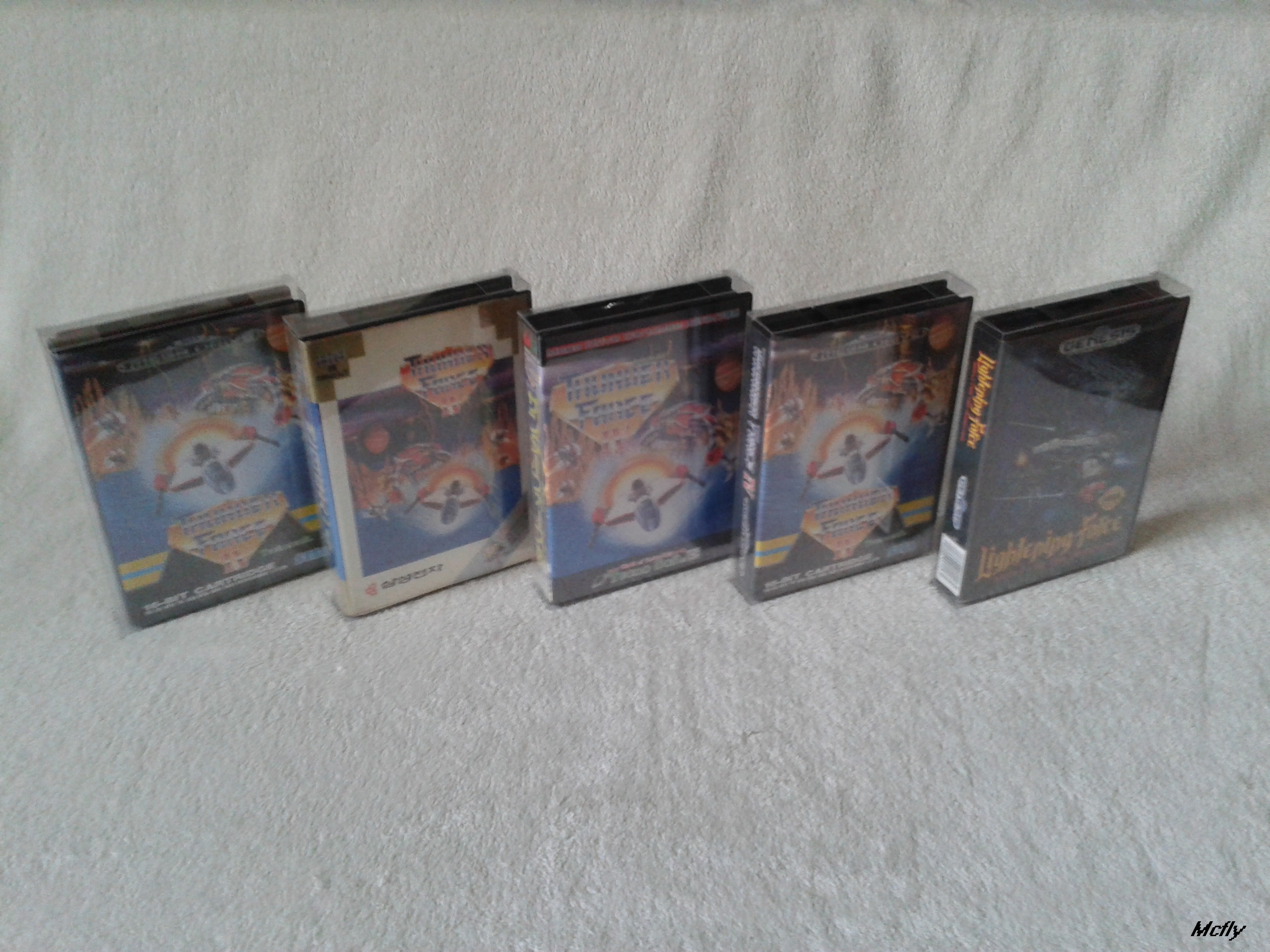
Thunder force 4 sega megadrive da esquerda para a direita australiano, coreano, japonês. pal fr/uk, eua

O jogo foi considerado pelos jornalistas como um dos melhores shooters do Mega Drive quando foi lançado. Os críticos elogiaram especialmente os gráficos do jogo, incluindo a rolagem vertical e paralaxe para ilustrar os imensos ambientes. Alguns acreditavam que sob o brilho gráfico, a jogabilidade era relativamente médiana no entanto. Thunder Force IV foi relançado no Sega Saturn em 1996 e no Nintendo Switch em 2018.

## Jogabilidade
Thunder Force IV é um shoot 'em up horizontal. A história se passa dois anos após os eventos de Thunder Force III. O jogador assume o papel de um piloto de caça para combater o Império Ohn, que está planejando a extinção da raça humana. As quatro primeiras fases podem ser selecionadas em qualquer ordem. Existem dez fases no total. Elas rolam horizontalmente automaticamente, e o jogador também pode explorar para cima e para baixo para rolar a tela verticalmente e revelar um campo de jogo maior. O jogador pode mudar a velocidade de sua nave a qualquer momento para facilitar a manobrabilidade. Rolar para cima e para baixo revelará diferentes ondas de inimigos que o jogador pode derrubar, assim como power-ups ocultos. No final de cada fase há um chefe, e às vezes há chefes no meio do palco.
Alguns inimigos soltarão power-ups que, se pegos pelo jogador, armarão a nave com novas armas, incluindo uma variedade de mísseis e lasers que disparam em diferentes padrões. Cada arma tem vantagens e desvantagens e é mais eficaz dependendo da situação de batalha em que o jogador se encontra. O jogador pode ter várias armas e trocar entre elas à vontade. Outros power-ups incluem escudos e naves satélites(pods de ajuda) que circulam a nave do jogador e multiplicam seu poder de fogo. No meio do jogo, o jogador ganha um poderoso ataque chamado "Espada do Trovão", que causará um enorme dano aos inimigos. Isso requer que o jogador tenha duas naves satélites.

## Desenvolvimento
Thunder Force IV foi desenvolvido no Japão pela Technosoft como o terceiro jogo Thunder Force para o Mega Drive. Apenas o departamento de som foi trazido da equipe original de Thunder Force II (1988) e Thunder Force III (1990), o resto da equipe já havia portado o jogo de pinball Devil's Crush para o Mega Drive. Eles escolheram desenvolver o Thunder Force IV quando tiveram a oportunidade de desenvolver um jogo original. Tendo tomado as rédeas da série Thunder Force, a equipe sentiu a responsabilidade de superar a qualidade dos títulos de séries anteriores. Eles pegaram o código dos jogos anteriores e usaram o que aprenderam ao portar o Devil's Crush. O compositor de Thunder Force IV trabalhou anteriormente em Thunder Force III e também compôs algumas músicas originais para Devil's Crush. O departamento da equipe de som, liderada por Naosuke Arai, era fã de heavy metal, então eles trabalharam em encontrar um método para criar um som de guitarra usando o sintetizador FM do Mega Drive. Eles se depararam com dificuldades e acabaram optando por usar os efeitos sonoros de distorção do sistema para resultados positivos.

## Lançamento
A Technosoft realizou um evento promocional para o jogo em uma convenção em Tóquio em 7 de junho de 1992. O evento incluiu um torneio, dando aos fãs uma oportunidade inicial de jogar o jogo. O jogo foi lançado no Japão em 24 de julho de 1992, e na Europa e América do Norte em janeiro de 1993. Sega of America renomeou a versão norte-americana para Lightening Force: Quest for the Darkstar.
O jogo foi portado para o Sega Saturn como parte do Thunder Force: Gold Pack 2, um disco de compilação lançado em 29 de novembro de 1996 no Japão. A compilação também inclui o Thunder Force AC (um porte de arcade do Thunder Force III). Esta versão melhorou o original, eliminando problemas de taxa de quadros lento, adicionando um modo mais fácil que dá ao jogador bônus habilidades defensivas, bem como adicionando o caça do Thunder Force III como uma nave jogável secreta.
Em 2016, a Sega adquiriu os direitos da série Thunder Force e anunciou que estava procurando reviver o Thunder Force IV. Dois anos depois, em 2018, eles anunciaram um relançamento do Thunder Force IV juntamente com outros jogos da Sega para o Nintendo Switch sob a marca Sega Ages. O jogo foi lançado em 20 de setembro de 2018, juntamente com Sonic the Hedgehog (1991). Os jogadores podem escolher entre as versões japonesa e internacional e aproveitar as melhorias e outros recursos do porte do Sega Saturn.

## Recepção
Thunder Force IV foi rapidamente identificado como um dos melhores shooters do Mega Drive quando foi lançado. Os críticos concordaram que os gráficos eram uma das melhores qualidades do jogo. A Mean Machines chamou-os de "estado da arte" e destacou a rolagem vertical para "passar uma sensação de vastidão". A rolagem vertical também impressionou outros jornalistas. A Mega escreveu que as paisagens eram expansivas e apreciava os efeitos de rolagem de paralaxe. A rolagem paralaxe também foi notado pela Mega Drive Advanced Gaming, que chamou de "o mais impressionante uso de paralaxe já visto na Sega de 16 bits". Eles acreditavam que o jogo forçava as capacidades técnicas do Mega Drive. Outros aspectos visuais destacados pelos críticos incluem os grandes sprites e a animação suave. A maioria dos críticos gostou da música e dos efeitos sonoros também. A Mega não gostou da música, chamando-a de "meandros japoneses sem objetivo, barulhenta". A GameFan chamou os gráficos e som de ótima qualidade, considerando que o jogo estava em um cartucho e não em um CD. No entanto, a qualidade gráfica teve um custo, pois alguns revisores tiveram problemas com taxa de quadros lentos quando a tela estava ocupada com muita ação acontecendo.
A apresentação de alta qualidade do Thunder Force IV não foi suficiente para encobrir algumas preocupações com sua jogabilidade. Enquanto a maioria dos críticos gostava do jogo, mesmo chamando-o de "viciante" e "pura adrenalina", alguns achavam que o jogo não tinha originalidade e parecia um atirador comum. A Mean Machines escreveu que era semelhante ao Thunder Force III e chamou-o de "o melhor shoot'em up que você terá no Mega Drive, mas sofre de total falta de originalidade. Este é o gênero levado ao seu extremo." A Sega Force concordou que era semelhante aos primeiros jogos de Thunder Force. A Mega acrescentou isso, dizendo "abaixo da ginástica gráfica da superfície, o jogo realmente é... decididamente mediano". Os críticos que foram mais receptivos ao jogo elogiaram o nível de dificuldade, a capacidade de escolher a ordem das fases e a variedade de armas e power-ups.

### Cobertura Retrospectiva
Thunder Force IV continua a ser considerado como um dos melhores shoot 'em ups da sua era. A IGN classificou-o como o quarto melhor shoot'em up clássico, chamando-o de melhor shooter da Technosoft e "o auge dos shooters de Mega Drive". A Retro Gamer colocou-o entre seus dez principais jogos Mega Drive, elogiando seu senso de escala, ambientes exóticos, ação frenética e fidelidade gráfica. Em outro comentário, a Retro Gamer chamou o Thunder Force IV de "a obra-prima da Technosoft" e um jogo essencial para os fãs de shooter. Tanto o USGamer quanto o Hardcore Gaming 101 discutiram a apresentação do jogo em alta consideração. Paul Brownlee, que escreve para o Hardcore Gaming 101, o classificou como um dos melhores jogos do Mega Drive e disse sobre a trilha sonora: "é uma das melhores no sistema tanto do ponto de vista artístico como técnico", destacando Streets of Rage 2 e MUSHA."